# Калифорнијска идеологија
Калифорнијска идеологија је есеј енглеских теоретичара медија Ричарда Барбрука и Ендија Камерона са Универзитета у Вестминстеру из 1995. године. Барбрук га описује као „критику 'dot-com' неолиберализма“. У есеју, Барбрук и Камерон тврде да је успон мрежних технологија у Силицијумској долини током 1990-их био повезан са америчким неолиберализмом и парадоксалном хибридизацијом уверења политичке левице и деснице у облику оптимистичког технолошког детерминизма.
Оригинални есеј објављен је у часопису Mute 1995. године, а касније се појавио на интернет мејлинг листи nettime ради расправе. Коначна верзија објављена је у часопису Наука као култура (енгл. Science as Culture) 1996. године. Критика је од тада ревидирана у неколико различитих верзија и језика.
Ендру Ленард са интернет странице Salon назвао је рад Барбрука и Камерона „једном од најпродорнијих критика неоконзервативног дигиталног хиперстеризма која је до сада објављена.“

## Критика
"Ова нова вера је настала из бизарне фузије културног боемства Сан Франциска са индустријама високе технологије у Силицијумској долини... Калифорнијска идеологија промискуитетно спаја неспутан дух хипика и предузетнички жар јапија."

Ричард Барбрук и Енди Камерон
Током 1990-их, припадници предузетничке класе у индустрији информационих технологија у Силицијумској долини гласно су промовисали идеологију која је комбиновала идеје Маршала Маклухана са елементима радикалног индивидуализма, либертаријанизма и неолибералне економије, користећи публикације попут часописа Wired за ширење својих идеја. Ова идеологија је помешала веровања Нове левице и Нове деснице на основу њиховог заједничког интересовања за анти-етатизам, контракултуру 1960-их и техно-утопизам.
Присталице су веровале да ће у постиндустријској, посткапиталистичкој економији заснованој на знању експлоатација информација и знања подстаћи раст и стварање богатства, истовремено умањујући значај старијих државних структура моћи у корист повезаних појединаца у виртуалним заједницама.
Критичари тврде да је Калифорнијска идеологија ојачала моћ корпорација над појединцем и повећала друштвену стратификацију и остала изразито усмерена на Америку. Барбрук тврди да припадници дигерата који се придржавају Калифорнијске идеологије прихватају облик реакционарног модернизма . Према речима Барбрука, „чини се да је амерички неолиберализам успешно постигао контрадикторне циљеве реакционарног модернизма: економски напредак и недостатак социјалне мобилности. Будући да дугорочни циљ ослобађања свих никада неће бити постигнут, краткорочна владавина дигерата може трајати вечно.“

## Утицаји
Према Фреду Турнеру, социолог Томас Стритер са Универзитета у Вермонту примећује да се Калифорнијска идеологија појавила као део обрасца романтичног индивидуализма са Стјуартом Брендом као кључним утицајем. Адам Куртис повезује порекло Калифорнијске идеологије са објективистичком филозофијом Ајн Ранд.

## Пријем
Иако се генерално слаже са централном тезом Барбрука и Камерона, Дејвид Хадсон из часописа Rewired оспорава њихов приказ положаја часописа Wired као представника свих ставова у индустрији. „Оно што Барбрук између редова говори је да се људи који држе узде моћи у целом умреженом свету...воде потпуно искривљеном филозофском конструкцијом.“ Хадсон тврди да на делу није једна, већ мноштво различитих идеологија.
Ендру Ленард са Salon-а есеј назива „луцидном оштром критиком десничарске либертаријанске доминације дигерата на Интернету“ и „једном од најпродорнијих критика неоконзервативног дигиталног хиперстеризма која је до сада објављена.“ Ленард такође примећује „бруталан“ одговор Луиса Розета, бившег уредника и издавача часописа Wired. Розетов одговор, такође објављен у Mute-у, критиковао је есеј због тога што показује „дубоко непознавање економије“.
Гари Камија, такође са Salon-a, препознао је ваљаност главних тачака есеја, али попут Розета, Камија је напао Барбрукову и Камеронову „смешну академско-марксистичку тврдњу да високотехнолошки либертаријанизам на неки начин представља поновну појаву расизма.“
Историчар архитектуре Казис Варнелис са Универзитета у Колумбији открио је да је, упркос приватизацији коју је заговарала Калифорнијска идеологија, економски раст Силицијумске долине и Калифорније „био могућ само захваљујући експлоатацији имигрантске сиротиње и финансирању одбране...владиним субвенцијама за корпорације и експлоатацији сиромашних који нису држављани САД: моделу будућих администрација.“
У документарном филму из 2011. године, Све надгледају машине брижне милости (енгл. All Watched Over by Machines of Loving Grace), Куртис закључује да Калифорнијска идеологија није успела да испуни своја обећања:
Првобитно обећање Калифорнијске идеологије било је да ће нас компјутери ослобидити свих старих облика политичке контроле и да ћемо постати хероји по моделу Ајн Ранд, који управљају сопственом судбином. Уместо тога, данас осећамо супротно - да смо беспомоћни делови једног глобалног система - система који контролише ригидна логика коју смо немоћни да оспоримо или променимо.